# Léognan
Léognan ist eine französische Stadt im Département Gironde in der Region Nouvelle-Aquitaine. Die Gemeinde liegt im näheren Einzugsgebiet der Stadt Bordeaux. Während Léognan im Jahr 1962 noch über 2.674 Einwohner verfügte, zählt man 10.723 Einwohner (Stand 1. Januar 2022). Die Gemeinde gehört zum Kanton La Brède im Arrondissement Bordeaux.
Das Gemeindegebiet wird vom Flüsschen Eau Blanche durchquert, das zur Garonne entwässert.

## Bevölkerungsentwicklung
| Jahr                       | 1962 | 1968 | 1975 | 1982 | 1990 | 1999 | 2009 | 2017   |
| Einwohner                  | 2674 | 3044 | 5141 | 7737 | 8008 | 8269 | 9076 | 10.372 |
| Quellen: Cassini und INSEE |      |      |      |      |      |      |      |        |

## Partnerstadt
- Dachau, Deutschland

## Weinbau
Léognan ist ein bekannter Weinbauort in der Weinbauregion Graves und gehört zur Appellation Pessac-Léognan.

## Baudenkmäler

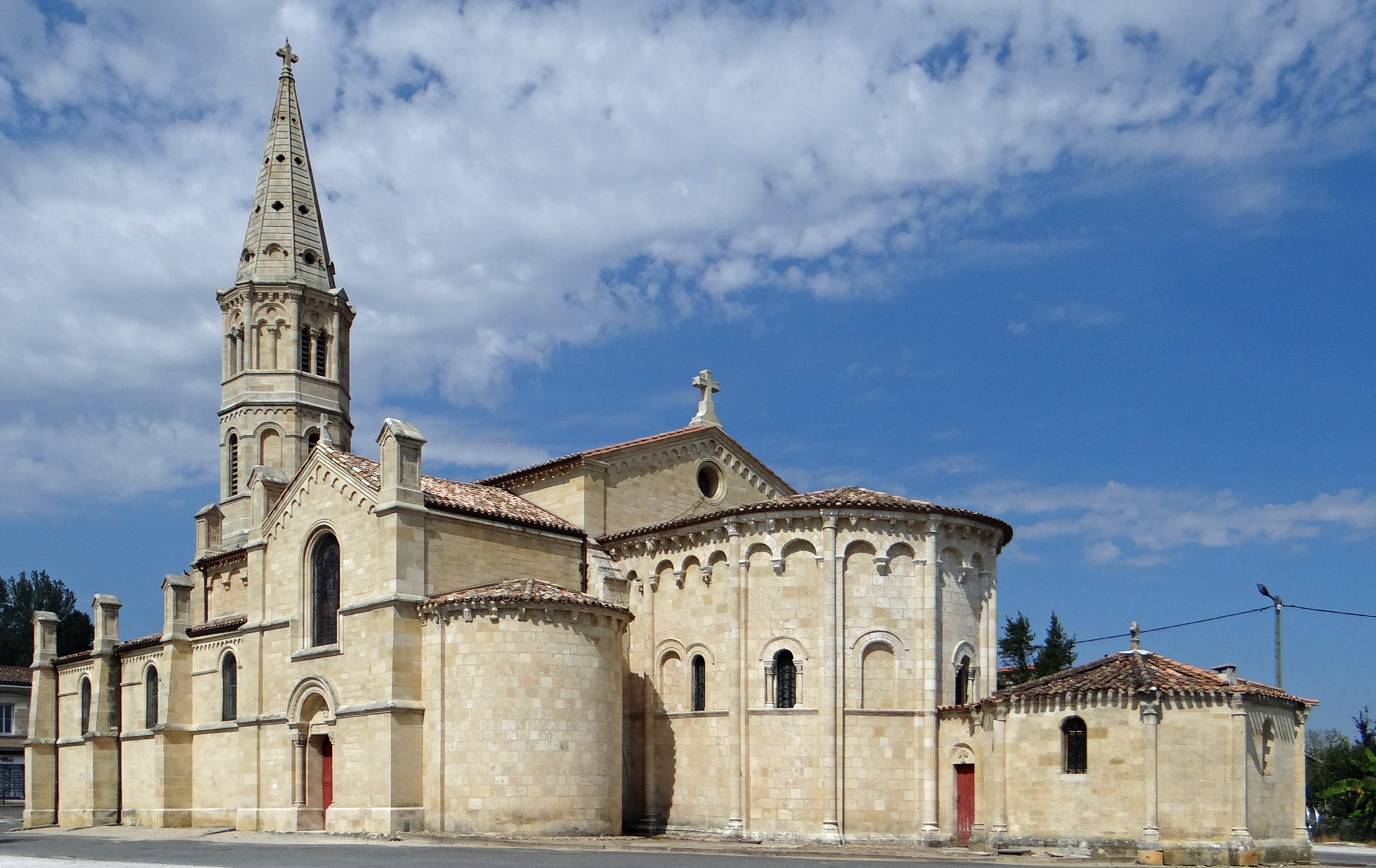
Kirche Saint-Martin

Siehe auch: Liste der Monuments historiques in Léognan
- Kirche Saint-Martin

## Persönlichkeiten
Léognan ist der Geburtsort des Chansonniers Lucien Boyer (1876–1942).